# Saint-Christophe-sur-Guiers
 Saint-Christophe-sur-Guiers  es una población y comuna francesa, en la región de Ródano-Alpes, departamento de Isère, en el distrito de Grenoble y cantón de Saint-Laurent-du-Pont.

## Demografía
| 521 | 442 | 430 | 599 | 709 | 720 |
| Para los censos de 1962 a 1999 la población legal corresponde a la población sin duplicidades (Fuente: INSEE [Consultar]) |     |     |     |     |     |